# Manuczar Kwirkwelia
Manuczar Kwirkwelia (gruz. მანუჩარ კვირკველია; ur. 12 października 1978 w Ozurgeti) – gruziński zapaśnik startujący w stylu klasycznym w kategorii do 74 kg, złoty medalista igrzysk olimpijskich w Pekinie. Złoty medalista mistrzostw świata z Créteil (2003) w kategorii 66 kg i mistrz Europy z Sofii (2007).
Na igrzyskach w Atenach 2004 odpadł w pierwszej rundzie.
Czwarty w Pucharze Świata w 2003; ósmy w 2007 i 2008 roku.